# چپا
چِپا (به مجاری:  Csépa) یک منطقهٔ مسکونی در مجارستان است که در ناحیه کون‌سنت‌مارتون واقع شده‌است. چپا ۲۹٫۶۷ کیلومتر مربع مساحت و ۱٬۶۴۲ نفر جمعیت دارد.